# ТГМ61
ТГМ61 — Опытный Тепловоз с Гидродинамической передачей, Маневровый, тип — 61.

## Конструкция
- Относительно тепловоза ТГК2 мощность дизельного двигателя возросла с 230 до 250 л. с., сцепная масса выросла с 28 до 32 тонн, использована гидропередача УГП230 без режимных ступеней.
- Возможна работа с саморазгружающимися вагонами и плужным снегоочистителем.
- В кабине по диагонали расположены два пульта машиниста, предусмотрена работа без помощника[1]. Созданные впоследствии путевые рельсосварочные машины ПРСМ-4 имели кабины, идентичные ТГМ61, а двигатель и гидропередача с 1990 года использовались на ТГК2[2].

## Представители
Всего в 1986-1988 годах было произведено два локомотива, получившие номера 0001 и 0002. Первый тепловоз был направлен в Новомичуринск Рязанской области (для работы на Рязанской ГРЭС), а второй остался на заводе. По состоянию на 2019 год ТГМ61-0001 принадлежал АО «Калугапутьмаш» и работал на вывозных путях станции Калуга 1.